# Levi Saryee
Levi (Liva) Saryee (* 28. prosince 1988) je liberijský olympionik, který měl v roce 2012 reprezentovat rodnou Libérii v judistických soutěží na olympijských hrách v Londýně. V dětství ho uchvátily filmy s tematikou kung-fu. V jeho rodném Bongu však existoval pouze kroužek karate, kterému se sporadicky věnoval. V roce 2012 Liberijský olympijský výbor (LOV) dostal možnost od tripartitní komise poslat na olympijský hry v Londýně zástupce do judistických soutěží. Jako syn jednoho z funkcionářů LOV dostal možnost reprezentovat svou zemi na olympijských hrách. Místo přípravy na turnaj však věnoval svůj volný čas v Londýně návštěvám památek a focením se sportovními celebritami. V den svého olympijského startu v polostřední váze do 81 kg byl diskvalifikován, protože nastoupil ke svému prvnímu zápasu v karate-gi, které nesplňuje pravidla o rozměrech judistického úboru.